# Star General
Star General est un jeu vidéo de type wargame développé par Catware et édité en 1996 par Strategic Simulations, Inc. (SSI) dans la collection des 5-Star General. Ce jeu de guerre en tour par tour pour DOS et Windows peut être vu comme une sorte de Panzer General dans l'espace, où le joueur incarne le commandant d'une espèce pensante qui tente de conquérir les étoiles. Le jeu contient 24 scénarios prédéfinis et un éditeur, où le joueur peut entre autres choisir les peuples en opposition (Cephian, Dragonian, Fleet, Hressa, Khalian, Schleinel ou Xritra) et la quantité initiale de ressources dont ils disposent, la taille de la carte et la proportion de planètes sur cette carte, et les conditions de victoire (conquête de 51 % ou de 100 % des planètes).

## Trame
L'univers de Star General est inspirée de la série de livres de science-fiction The Fleet écrits par David Drake et Bill Fawcett (en),, où plusieurs races extraterrestres luttent pour dominer la galaxie.

## Système de jeu
Star General est un wargame qui s’appuie sur le moteur de jeu de Panzer General pour simuler un conflit galactique entre sept races qui s’affrontent pour le contrôle de l’univers connu. La lutte se déroule dans l’espace, où s’affronte des flottes de vaisseaux spatiaux, mais aussi à la surface des planètes. Pour prendre le contrôle d’une planète, il est en effet nécessaire d’y débarquer des troupes classique (infanterie, blindés, artillerie et soutien aérien) afin d’éliminer les ennemis qui s’y trouvent. Les affrontements se déroulent donc à deux niveaux différents : l’espace et les planètes. Ces deux niveaux sont représentés par des cartes planes. Les sept factions du jeu possèdent des caractéristiques spécifiques. Certaines sont ainsi spécialisé dans le combat spatial alors que d’autres sont plus efficace à la surface d’une planète. Ces différences se traduisent par des variations dans les caractéristiques des unités, mais aussi par la présence d’unités spécifiques à chaque race. 
Par rapport à Panzer General, le système de déplacement et de combat de Star General est légèrement modifié. Lors d’un tour, chaque unité peut ainsi se déplacer et attaquer dans l’ordre choisit par le joueur, alors que dans les précédents jeux de la série, une attaque mettait fin à la phase de mouvement. Lorsque des unités subissent des pertes au combat, il peut être nécessaire de leur envoyer du renfort. Dans l’espace, cela nécessite d’être à proximité d’un dock spatial, alors qu’à la surface d’une planète, les unités peuvent en recevoir quelle que soit leur position. Les vaisseaux ont de plus la possibilité de réparer une partie des dégâts qu’ils subissent. Au cours d’une partie, le joueur peut également acquérir de nouvelles unités, par l’intermédiaire d’un dock spatial (dans l’espace) ou d’un centre militaire (à la surface d’une planète). Il peut aussi rechercher des améliorations technologiques qui améliorent l’efficacité au combat de ses troupes et de ses vaisseaux. Les renforts, les réparations, les améliorations et la création de nouvelles unités se payent en points de ressources, que le joueur reçoit à chaque tour en fonction du nombre de planètes qu’il contrôle. Pour augmenter ses revenus,   il peut de plus construire des installations spécifiques à la surface des planètes et établir des routes commerciales entre ses planètes. Enfin, la destruction complète d’une unité ennemie rapporte également des ressources.
Le jeu propose une trentaine de scénarios individuels ainsi qu’un mode campagne dans lequel le joueur doit conquérir soit la moitié, soit la totalité de l’univers connu. 

## Accueil
| Star General          |      |        |
| Média                 | Pays | Notes  |
| AllGame               | US   | 3.5/5  |
| Computer Gaming World | US   | 2.5/5  |
| Cyber Stratège        | FR   | 2/5    |
| GameSpot              | US   | 7.5/10 |
| Gen4                  | FR   | 4/5    |
| Joystick              | FR   | 60 %   |

Les faiblesses de Star General résident dans sa faible intelligence artificielle et sa profondeur peu marquée ; en outre, des graphismes parfois trop similaires entre unités nuisent à la clarté générale. Les principes du jeu restent néanmoins suffisamment solides pour divertir un amateur de stratégie,.
En septembre 1997, Star General dépasse les 50 000 copies vendues.